# 弗拉納穹
弗拉納穹（英語：Vrana Dome），是南極洲的穹丘，位於伊利沙伯女皇地，處於斯塔特勒山東北面7公里的阿梅里冰架東部，現時由南極條約體系管理。